# الديرة (تريم)

'

تعديل مصدري - تعديل

الديرة هي إحدى قرى عزلة تريم بمديرية تريم التابعة لمحافظة حضرموت، بلغ تعداد سكانها 433 نسمة حسب تعداد اليمن لعام 2004.